# Matilda FitzRoy, vojvotkinja Bretanje
Matilda (Maud) bila je vojvotkinja Bretanje. Njezin je otac bio Henrik I., kralj Engleza i Engleskinja. Matildina je majka nepoznata.
Matildin je suprug bio vojvoda Konan III. Bretonski. Konanova i Matildina djeca:
- Hoel III., grof Nantesa
- Berta Bretonska
- Konstancija